# Anthurium antioquiense
Anthurium antioquiense Engl., 1905 è una pianta della famiglia delle Aracee, endemica della Colombia.